# 八代六郎

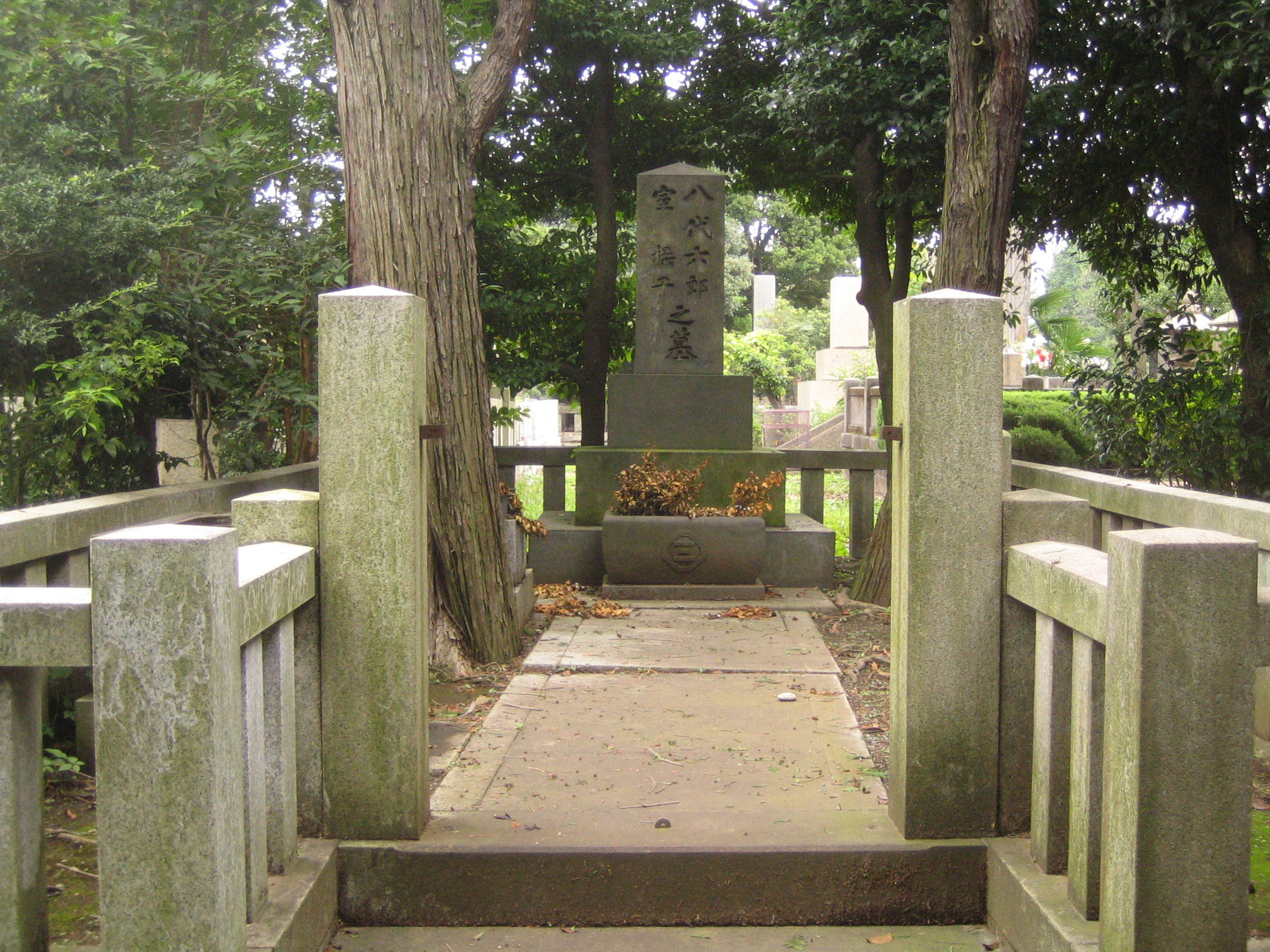
八代六郎・操子夫妻の墓

八代 六郎（やしろ ろくろう、安政7年1月3日（1860年1月25日）- 昭和5年（1930年）6月30日）は、明治から大正期の日本の海軍軍人。政治家。
最終階級は海軍大将。位階は従二位。勲等は勲一等。功級は功三級。爵位は男爵。号は城山。
愛知県犬山市出身。兄は校長や村長、丹羽葉栗郡郡長、衆議院議員を務めた松山義根。

## 生涯
万延元年正月三日(墓誌によれば四日)、尾張国丹羽郡楽田村（犬山市）の大庄屋、松山庄七の三男(墓誌によれば二男)として生まれる。この松山家は、楠木正成一族の家臣の末裔という。幼名は浦吉。慶応4年1月下旬から明治4年まで、尾張藩で結成された草莽の義軍である磅磚隊に兄と共に参加し、戊辰戦争に官軍方として参戦。この間の明治元年（1868年）、9歳で同隊監察方の水戸藩浪士(天狗党)・八代逸平の養子となる。八代逸平は一人者で重病となったことから、松山義根に養嗣子を頼み、松山は自身の弟六郎に八代家を継がせたのである。六郎は病床の義父から教えを受け、感化された。その後、犬山藩の藩校敬道館に入学し、愛知英語学校(旧制愛知一中、現在の愛知県立旭丘高校)を経て上京し、海軍兵学校に入学。「万が一にも兵学校に入学できなければ侠客になる」と豪語し、公約を果たす。
明治14年（1881年）、兵学校8期を35名中19位で卒業。首席は航海術と測量術の権威となった今泉利義少将。8期で大将まで昇進したのは八代のみで、中将が3名・少将が7名いる。少尉時代は兵学校練習所で分隊士として教育助手を務めた。中尉の階級が存在しなかったため、明治20年（1887年）に大尉へ昇進。9年間にわたり海軍参謀部に属した。
この期間にウラジオストクに2年間出張している。この実績を買われ、明治28年（1895年）から31年までの3年間、ロシア公使館附武官を務め、対ロシアの諜報活動に努めた。この任期中に中佐へ昇進している。
日露戦争勃発までの5年間、「八島」副長、常備艦隊参謀、「宮古」艦長、「和泉」艦長と最前線のトップを歴任。海軍大学校選科学生を経て、日露戦争には「浅間」艦長として参戦する。八代は旅順港閉塞作戦の指揮官を望んだが、東郷平八郎に却下された。なお、ロシア時代の後輩・広瀬武夫は、八代からこの作戦計画を聞き志願している。また八代は閉塞隊戦死者の遺児を成人するまで支援している。
浅間艦長時代には、豪快かつユニークな言動で有名になる。
- 仁川沖海戦前夜、趣味の尺八で「千鳥の曲」を吹き、兵を落ち着かせた。しかし、その様子を新聞記者に見られ、「風流提督」と新聞記事で紹介されるや、憤然と「軍人にふさわしくない」として尺八をやめてしまった。
- 旅順への奇襲攻撃に失敗した水雷隊を詰問する連合艦隊司令部に居合わせた八代は、「水雷とはコソ泥のようなもので、サッと攻めてサッと退くものです」と弁明する石田一郎司令の言葉尻を捕らえ、「亭主を叩き起こして朝飯を食わせてもらうくらいじゃなきゃ割りに合わんだろう」と発言。東郷平八郎長官以下、座の空気は一気に和らぎ、石田司令の更迭は回避された。
- 日本海海戦の戦闘中、被弾した浅間は後部に浸水し、あわや航行不能に陥った。乗員の奮闘の結果、戦闘を継続できた。乗り合わせた森山慶三郎第四戦隊参謀が「あのときは危ないところだった」と呟くや、平然と「俺は前しか見てなかったから知らんよ」。

戦後はドイツ公使館・大使館附武官を2年務める。ロシアに続き仮想敵国の諜報活動に最適とみなされていた節がある。明治40年（1907年）に少将へ昇進。翌年に帰国して横須賀予備艦隊、第1艦隊、練習艦隊、第2艦隊の司令官を歴任する。
明治44年（1911年）に中将へ昇進し、海軍大学校長に就任。この任期中の後半に、軍令部第1班長・秋山真之が兼任教官として着任する。大正2年（1913年）には楽隠居コースと言われた舞鶴鎮守府司令長官に就任し、八代の海軍生活が終わるものと思われた。
しかしシーメンス事件が発覚して第1次山本内閣が倒れ、海軍大臣・斎藤実が辞職し、海軍は大混乱に陥った。斎藤は後任に八代を指名し、世間の非難にさらされた海軍の復権をゆだねられることとなった。
八代は就任前から、従来の海軍組織を無視し、海軍を政府のコントロール下に置いて信頼回復に努める腹案を持っていたようである。指名を受けるや、海大の部下であった秋山真之を海軍次官に推薦する。これは海軍省残留が決定していた人事局長・鈴木貫太郎が先任であるため拒絶されたが、鈴木を次官に昇格させるとともに、秋山を軍務局長に任命し、腹心としてそばに置くことに成功する。舞鶴から上京すると、慣例であった前任者への面会を後回しにし、首班指名された大隈重信へ真っ先に挨拶した。
大正3年（1914年）4月16日、第2次大隈内閣発足とともに、破天荒な八代の海軍省改革が始まった。山本権兵衛・斎藤実両大将を予備役に編入する際は、井上良馨や東郷平八郎らの再考を求める言葉にも耳を貸さなかった。現役に残留する財部彪の影響力をそぐために、財部より先輩ながら出世が遅れた黒井悌次郎・野間口兼雄・栃内曽次郎の3少将を財部と同じ中将に昇格させ、要職を埋めさせた。このようにして、山本の息のかかった提督を無力化していった。
また、軍令部の意向を無視し、日英同盟に基づいてドイツへ宣戦布告をすることに賛成した。この時も軍令部長・島村速雄へ相談していない。島村や加藤友三郎を中心とする山本の後継者も、八代は無視した。これに業を煮やした佐藤鉄太郎が、のちに軍令部の権限強化を公約として軍令部次長に就任するも、半年で更迭される要因となった。
さらに、陸軍が朝鮮総督の職を独占しようとする活動を始めると、対抗して台湾総督を海軍将官に歴任させようと画策した。しかし、片岡七郎に相談したところ「河童の海軍が陸に上がれば必ずや失敗するだろう」と猛反対され、断念にいたっている。
このように、八代の海軍改革は、海軍の独りよがりな権限拡張を抑止し、政府の方針と綿密に連携した、政府のための軍隊をモットーとしていた。この結果、海軍に対する国民の不信感は徐々に解消されていく。海軍の危機を救った人と絶賛する声もある一方、「大黒柱だった山本さんの派閥を排除し、昭和に海軍が割れた原因を作ったのは八代さんである。大正に破綻しなかったのは、加藤（友三郎）さんと島村（速雄）さんの人徳に過ぎない」と述べた山梨勝之進のような痛烈な批判もある。
翌大正4年（1915年）7月29日、汚職事件の発覚により内務大臣・大浦兼武が辞表を提出し、今度は大隈内閣の権威が失墜すると、8月10日、八代は海軍大臣を辞職した。同年12月に第2艦隊司令長官として現場に復帰、大正6年（1917年）に最後の職となる佐世保鎮守府司令長官に就任し、この間に大将へ昇進する。1年の任期を終えて軍事参議官へ降り、大正9年に予備役編入。大正12年（1923年）12月から大正15年（1926年）2月まで大日本武徳会会長を務める。大正14年（1925年）に後備役編入、同年12月以降は枢密顧問官を務めた。
大正5年（1916年）7月、多年の功に依り、男爵を授爵。昭和5年（1930年）6月30日、退役直後に小石川区小石川原町（現在の文京区白山3、4、5丁目と千石1丁目）の邸に於いて薨去。享年71。薨去後特旨に依り、従二位と勲一等旭日桐花大綬章が追贈された。また、天皇の勅使から幣帛を賜った。墓所は青山霊園1-ロ8-1の警視庁墓地の外側。子がなかったため、爵位は養子の五郎造が継ぐ。
郷里である犬山の大縣神社には胸像がある。

## 栄典
位階
- 1885年（明治18年）9月16日 - 正八位[9][10]
- 1890年（明治23年）1月17日 - 従七位[9][11]
- 1891年（明治24年）12月16日 - 正七位[9][12]
- 1896年（明治29年）12月21日 - 従六位[9][13]
- 1898年（明治31年）3月8日 - 正六位[9][14]
- 1901年（明治34年）12月17日 - 従五位[9][15]
- 1907年（明治40年）2月1日 - 正五位[9][16]
- 1911年（明治44年）12月20日 - 従四位[9][17]
- 1913年（大正2年）12月27日 - 正四位[9][18]
- 1917年（大正6年）5月21日 - 従三位[9][19]
- 1920年（大正9年）8月20日 - 正三位[9][20]
- 1930年（昭和5年）6月30日 - 従二位[9][21]

爵位
- 1916年（大正5年）7月14日 - 男爵[9][22]

勲章等
| 受章年                     | 略綬 | 勲章名                       | 備考 |
| -------------------------- | ---- | ---------------------------- | ---- |
| 1894年（明治27年）11月24日 |      | 勲六等瑞宝章                 |      |
| 1895年（明治28年）11月18日 |      | 単光旭日章                   |      |
| 1895年（明治28年）11月18日 |      | 功五級金鵄勲章               |      |
| 1895年（明治28年）11月18日 |      | 明治二十七八年従軍記章       |      |
| 1898年（明治31年）11月24日 |      | 勲五等瑞宝章                 |      |
| 1901年（明治34年）11月20日 |      | 勲三等瑞宝章                 |      |
| 1902年（明治35年）5月10日  |      | 明治三十三年従軍記章         |      |
| 1906年（明治39年）4月1日   |      | 功三級金鵄勲章               |      |
| 1906年（明治39年）4月1日   |      | 旭日中綬章                   |      |
| 1906年（明治39年）4月1日   |      | 明治三十七八年従軍記章       |      |
| 1910年（明治43年）11月28日 |      | 勲二等瑞宝章                 |      |
| 1914年（大正3年）12月23日  |      | 勲一等瑞宝章                 |      |
| 1915年（大正4年）11月10日  |      | 大礼記念章（大正）           |      |
| 1916年（大正5年）4月1日    |      | 勲一等旭日大綬章             |      |
| 1916年（大正5年）4月1日    |      | 大正三四年従軍記章           |      |
| 1920年（大正9年）11月1日   |      | 大正三年乃至九年戦役従軍記章 |      |
| 1928年（昭和3年）11月10日  |      | 大礼記念章（昭和）           |      |
| 1929年（昭和4年）10月25日  |      | 御紋付銀杯                   |      |
| 1929年（昭和4年）12月15日  |      | 帝都復興記念章               |      |
| 1930年（昭和5年）6月30日   |      | 旭日桐花大綬章               |      |

外国勲章等佩用允許
| 受章年                     | 国籍           | 略綬 | 勲章名                                 | 備考 |
| -------------------------- | -------------- | ---- | -------------------------------------- | ---- |
| 1898年（明治31年）11月11日 | ロシア帝国     |      | 神聖アンナ第三等勲章                   |      |
| 1899年（明治32年）7月31日  | ロシア帝国     |      | 神聖アンナ第二等勲章                   |      |
| 1899年（明治34年）5月31日  | フランス共和国 |      | レジオンドヌール勲章シュヴァリエ       |      |
| 1905年（明治40年）12月20日 | バーデン大公国 |      | 檞葉付ツアーリンゲン獅子第二等乙級勲章 |      |
| 1906年（明治41年）1月6日   | プロイセン王国 |      | 赤鷲第二等勲章                         |      |
| 1913年（大正2年）1月22日   | プロイセン王国 |      | 赤鷲第一等勲章                         |      |
| 1918年（大正7年）8月3日    | イギリス帝国   |      | 第一等聖マイケル・聖ジョージ勲章       |      |

## 親族
- 妻：操子（小野某の娘）
- 養嗣子：八代五郎造（貴族院男爵議員、石垣安次郎五男）[35]

## 八代を演じた俳優
テレビドラマ
- 『坂の上の雲』(2009年-2011年、NHK  演:片岡鶴太郎)